# Fritch
Fritch is een plaats (city) in de Amerikaanse staat Texas. en valt bestuurlijk gezien onder Hutchinson County en Moore County.
Fritch is een echt plattelandsstadje met vrijstaande huizen, het ligt in een dunbevolkt gebied. De highway tussen Amarillo en Borger loopt ook door Fritch. Vlak bij Fritch ligt Lake Meridith een stuwmeer in de Canadian Rivier.

## Demografie
Bij de volkstelling in 2000 werd het aantal inwoners vastgesteld op 2235. en de bevolkingsdichtheid was 713,2 inw. / km².
In 2006 is het aantal inwoners door het United States Census Bureau geschat op 2084, een daling van 151 (-6,8%).

## Geografie
Volgens het United States Census Bureau beslaat de plaats een oppervlakte van
3,1 km², geheel bestaande uit land.

## Plaatsen in de nabije omgeving
De onderstaande figuur toont nabijgelegen plaatsen in een straal van 40 km rond Fritch.